# NGC 3491
NGC 3491 је елиптична галаксија у сазвежђу Лав која се налази на NGC листи објеката дубоког неба.
Деклинација објекта је + 12° 9' 42" а ректасцензија 11h 0m 35,4s. Привидна величина (магнитуда) објекта NGC 3491 износи 13,3 а фотографска магнитуда 14,3. NGC 3491 је још познат и под ознакама UGC 6088, MCG 2-28-41, CGCG 66-89, PGC 33180.